# ÖBB 5081

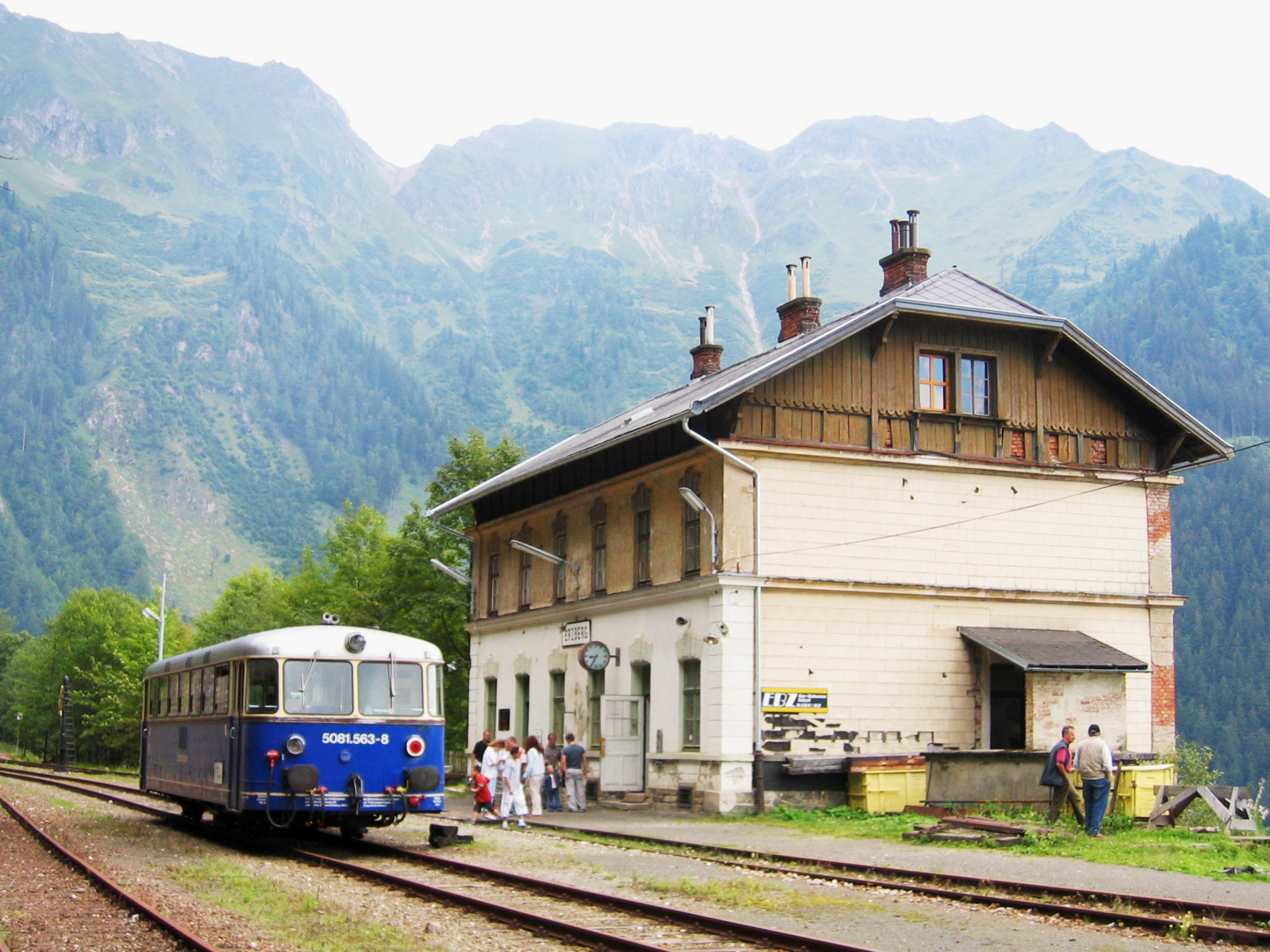
5081 der Erzbergbahn im Bahnhof Erzberg

Die Reihe 5081 der Österreichischen Bundesbahnen (ÖBB) waren Dieseltriebwagen die im Regionalverkehr eingesetzt wurden. Der Einsatz im Planverkehr begann 1964 und endete 1994. Die Triebwagen wurden von der Waggonfabrik Uerdingen, Simmering-Graz-Pauker und den Jenbacher Werken gebaut. Sie waren die österreichische Variante des Uerdinger Schienenbusses.

## Geschichte
SGP (Simmering Graz Pauker) in Wien entwickelte 1954 mit der Reihe 5080 eine österreichische Variante des Schienenbusses. Von den ÖBB wurde diese Vorserie samt den beiden Beiwagen 1956 übernommen, doch eine Serienfertigung dieser Leichttriebwagen blieb aus. Stattdessen entschieden sich die ÖBB einige Jahre später für den testweisen Ankauf von drei Uerdinger Schienenbussen, die sich zuvor in Deutschland (als DB VT 98 bzw. 798), aber auch bei der Graz-Köflacher Eisenbahn bewährt hatten. 1964 wurden 5081.01-03 (Uerdingen) geliefert; erkennbar sind diese deutschen Exemplare an rautenförmigen Fabrikschildern an den Fronten.
Zur Stützung der österreichischen Wirtschaft bekamen sowohl die Jenbacher Werke in Tirol (5081.11–22, Baujahr 1965) als auch SGP Wien (5081.51–65 Baujahre 1965–67) den Auftrag für die Lieferung einer in Lizenz gefertigten Serie, erkennbar an unterschiedlichen Farben der Sitzbezüge des Lokführersessels. Gegenüber dem deutschen Original gab es in mehreren Details Abweichungen. So sind die ÖBB 5081 mit Übersetzfenstern („Halbfenster“) ausgestattet, die Türen reichen weiter nach unten (niedrigere Einstiegskante), es waren auch Scheibenwischer und Scheinwerfer optimiert.
Ergänzend dazu wurden folgende Beiwagen beschafft: 7081.01–03 (Uerdingen, Bj. 1964 – Umbau 1974–75 auf Steuerwagen 6581.01–03), 7081.04–09 (Bj. 1965), 7081.11–27 (Jenbach, Bj. 1966–67) und 7081.51–54 (SGP-Wien, Bj. 1967). Hinzu kamen noch die Steuerwagen 6581.11–20 (Jenbach, Bj. 1965–66) und 6581.51–67 (SGP-Wien, Bj. 1967).
Das Antriebskonzept war außergewöhnlich. Es handelte sich um zwei liegende Büssing-Reihensechszylinder-Dieselmotoren mit je 150 PS. Diese trieben über ein mechanisches Sechsganggetriebe jeweils eine Einzelachse an. Aufgrund des geringen Fahrzeuggewichtes konnten trotz der geringen Motorleistung gute Beschleunigungsraten im Vergleich zu Dampflokomotiven erzielt werden. In der Praxis konnten mit einem Triebwagen ein oder zwei Anhänger verwendet werden. Sehr selten wurde auch ein Güterwagen beigegeben.
Da sich die Personalvertretung weigerte, einem vorgesehenen und kostengünstigen Einmannbetrieb zuzustimmen (der Lokführer verkauft auch Fahrkarten), wurden die Fahrzeuge, anstatt damit den Betrieb auf Nebenbahnen zu rationalisieren, auch auf Hauptbahnen mit Zugführer und z. T. pro Beiwagen einem Schaffner (es fehlten Wagenübergänge) eingesetzt.
Ungeplanter Höhepunkt des Einsatzes der für Nebenbahnen konzipierten 5081-Garnituren war die Verwendung als Triebwagen-Schnellzug zwischen Linz und Selzthal. Weitere Einsatzgebiete bestanden im Bereich der Zugförderungen Wels, Knittelfeld, Villach, Lienz (hier als anspruchsvoller Korridorzug Innsbruck – Lienz über die steigungsreiche Pustertalbahn und Brennerbahn), Vordernberg, Mürzzuschlag und Wiener Neustadt. Sechs Triebwagen wurden für den Einsatz auf der Erzbergbahn nachträglich mit zusätzlichen Magnetschienenbremsen und Außenspiegeln ausgestattet und als 5081.560–565 nummeriert. In diese wurde ein Batterieraum eingebaut, der an die Toilette anschließt, von außen erkennbar an einem Lüftungsgitter anstelle des zweiten Fensters; dabei sind auch vier Sitzplätze weggefallen.
Bei den Fahrgästen waren die Triebwagen sehr beliebt, da sie dank ihrer einzigartigen Bauart ähnlich einem Autobus eine echte Rundumsicht gestatteten und auch Gelegenheit boten, dem Triebfahrzeugführer über die Schulter zu schauen. Zudem konnten die Lehnen der Sitze jeweils in Fahrtrichtung umgelegt werden. Ein Nachteil gegenüber anderen Triebwagenbauarten war das unruhigere Laufverhalten der Zweiachser wie auch die geringere passive Sicherheit im Falle einer Kollision.
Beschleunigt durch einen schweren Unfall auf der Schneebergbahn (Frontalzusammenstoß) wurden bis 1994 die letzten Schienenbusse aus dem Verkehr gezogen und durch die Triebwagen der Baureihen 5047 und 5147 abgelöst. Obwohl die 5081er wesentlich später als die DB-Originale der Reihe 798 ausgeliefert wurden, endete der Plandienst früher als in Deutschland. Für die Einsatz mit 5047ern wurden einige Wagen als Anhänger umgebaut: Vier Beiwagen wurden zu Personenwagen mit modernen Sitzen und als 7047 bezeichnet. Die beiden Wagen 7081.24 und 7081.54 wurden zu den Fahrradtransportwagen 7147.001 und 7147.002. Hierbei wurden die Sitzbänke und das WC entfernt und Aufhängungen für 30 Fahrräder angebracht. Sowohl die 7047er als auch 7147er wurden in den Farben Elfenbein, Blutorange und Ultramarin passend zu den 5047 lackiert.
Vereinzelt wurden 7081er und 6581er auch ohne Umbaumaßnahmen den neuen Triebwagen als Radtransportwagen beigegeben (z. B. Almtalbahn).

## Verbleib

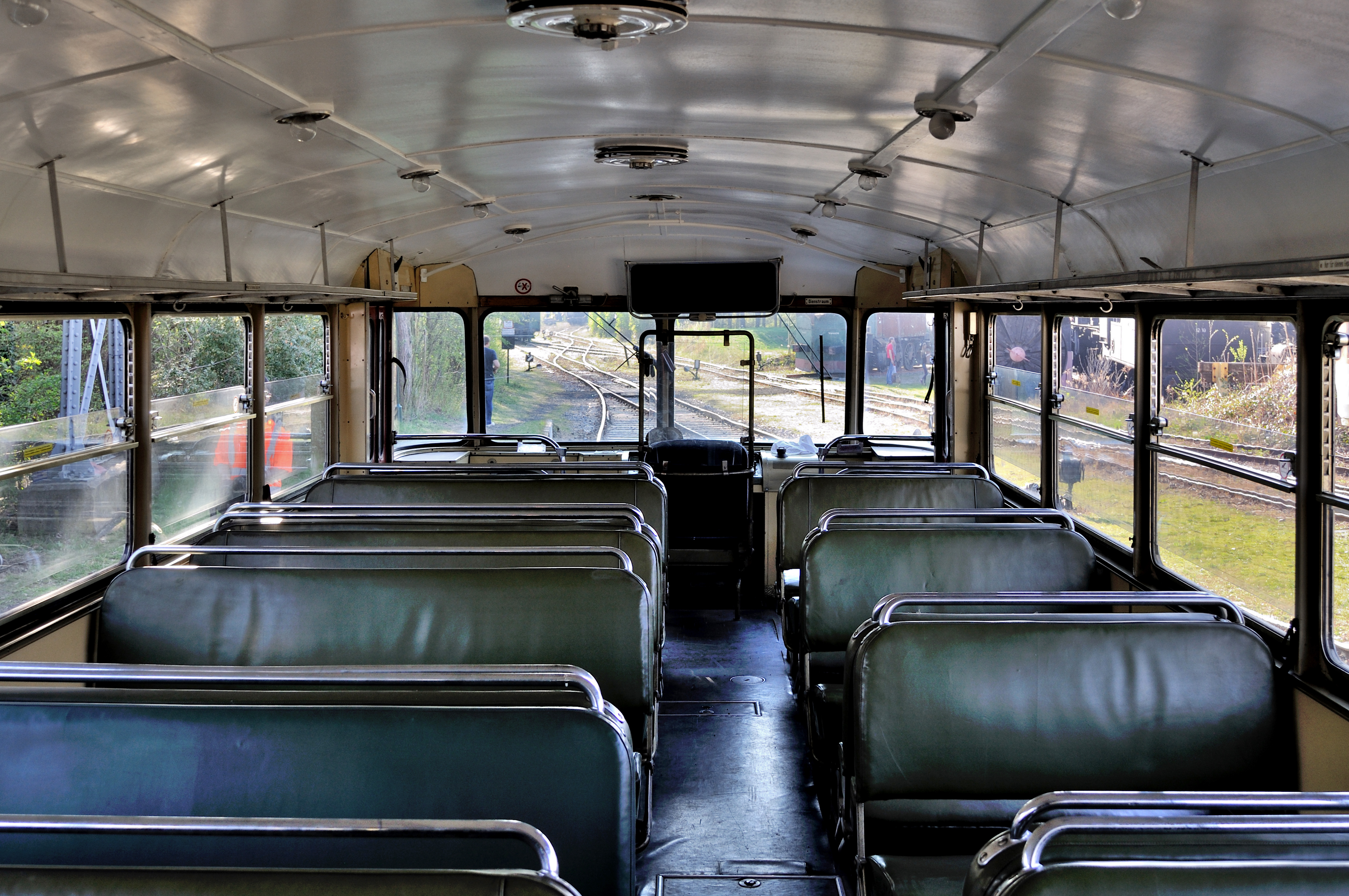
Innenansicht des 5081.015

Vier Schienenbusse waren bis Dezember 2010 als Baureihe 8081 (8081.001, 015, 021, 055) noch im Bestand der ÖBB und wurden für betriebsinterne Bereisungen und Schulungsfahrten eingesetzt; sie wurden an Austrovapor, ÖGEG und Erzbergbahn verkauft. Vier Exemplare sind auf der als Museumsbahn erhaltenen Erzbergbahn im Einsatz. Neben dem wieder betriebsfähigen 5081.15 (Stand: September 2013) sind noch weitere Triebwagen im Eisenbahnmuseum Strasshof beheimatet.
5081.19 wurde 1996 vom Club Dora – Verein für Industriebahngeschichte beim Dampflokfest der Voestalpine Linz für Werksrundfahrten auf dem Werksgelände wieder in Betrieb genommen. Inzwischen erhielt er den Namen „Pandora“ und eine Antrazit-/Stahlgraue Farbgebung. Untergebracht war er gemeinsam mit der Dampflok Dora in einer Halle beim Bahnbetriebswerk der Logserv in Linz, welche unter Verwendung von Seitenwänden und Dächern von Steuerwagen der Reihe 6581 entstand, die zu Panoramawagen umgebaut worden sind und inzwischen verschrottet wurden. Mittlerweile befindet sich das Fahrzeug beim Verein Passauer Eisenbahnfreunde.
5081 002 und 020 wurden an die Steiermarkbahn (damals Steiermärkische Landesbahn) verkauft und ersterer auf der Strecke Gleisdorf-Weiz eingesetzt. 020 diente als Ersatzteilspender und wurde verschrottet. 002 kam zur ÖGEG nach Ampflwang und wird dort als Ersatzteilspender für 001 und 021 verwendet.
5081 012 wurde von der Montafonerbahn erworben und zum Turmwagen X10.903 umgebaut.
Der Triebwagen 5081 051 mit Steuerwagen 6581 055 und Beiwagen 7081 023 war 1991 nach Deutschland verkauft worden. Eine Aufarbeitung fand aber nicht statt, so kam die Garnitur wieder nach Österreich zurück. Die NÖVOG ließ die Garnitur aufarbeiten und im goldenen NÖVOG-Design lackieren, da geplant war, die Garnitur ab 2014 auf der Wachaubahn einzusetzen. Ein Einsatz kam dort jedoch nicht zustande. Der Beiwagen 7081.23 wurde 2019 an das Zayataler Schienentaxi des Vereins Neue Landesbahn verkauft, wo er zwischen zwei X626er-Draisinen als Sandwich-Garnitur zwischen Mistelbach-Interspar, Asparn an der Zaya und Draisinenalm Grafensulz verkehrt.
Einige Fahrzeuge wurden nach Außerdienststellung nach Deutschland verkauft, darunter 5081.003 als einer der drei erstgelieferten Uerdinger Schienenbusse wie auch der 1974 zum Steuerwagen umgebaute 6581.001. Mit dem 6581.053 gehörten sie bis 2015 zum Bestand der Westfälischen Localbahn e. V. Bielefeld, wo sie wieder betriebsfähig aufgearbeitet und für Museumsfahrten genutzt werden sollten. Im Jahr 2015 wurden die 3 Fahrzeuge an den Förderverein Schienenbus e. V. in Kornwestheim verkauft. 5081.003 wurde betriebsbereit aufgearbeitet und der Farbgebung des VT98 der DB angepasst. Seit 1. Mai 2016 kommt er für Ausflugsfahrten auf der Krebsbachtalbahn zum Einsatz.
Drei Fahrzeuge befinden sich seit 2009 beim Förderverein Schienenbus e. V. in Kornwestheim. Es sind dies 5081.561 (der ursprünglich als 5081.61 bezeichnete VT war für den Einsatz auf der Erzbergbahn mit einer Motorstaubremse und Zusatzbatterien nachgerüstet worden), 6581.054 und 7081.017. Dort wurden sie der Farbgebung des VT98 der DB angepasst. Aktuell tragen die drei Fahrzeuge eine beidseitige Werbereklame der Stuttgarter Wulle-Brauerei.